# 恩田すみれ
恩田すみれ（おんだ すみれ）は1997年1月から3月にフジテレビ系で放送された刑事ドラマ『踊る大捜査線』及びその劇場版の登場人物。演じた女優は深津絵里。

## プロフィール
- 警視庁湾岸警察署刑事課盗犯係・巡査部長。
- 昭和46年1月11日生まれ。O型[注釈 1]。
- 本籍・東京都江東区亀戸[注釈 2]、自宅は江東区江葉町。
- 最終学歴・東京都立城東高等学校卒業。
- 資格・柔道二段
- 特技・長距離走、似顔絵描き
- 口癖・「こりゃ失敬」

### 経歴
以下、『踊る大捜査線 THE MOVIE3 ヤツらを解放せよ!PERFECT BOOK』p. 40 より
| 1989年（平成元年） | 03月 | 東京都立城東高校卒                  |
|                    | 04月 | 警視庁巡査拝命                      |
| 1990年（平成02年） | 04月 | 三田警察署 地域課                   |
| 1991年（平成03年） | 04月 | 三田警察署 交通課                   |
| 1993年（平成05年） | 04月 | 警視庁総務課 婦人留置係             |
| 1994年（平成06年） | 07月 | 湾岸警察署 刑事課盗犯係 巡査部長    |
| 2001年（平成13年） | 09月 | 海外渡航（観光：韓国・ソウル）      |
| 2006年（平成18年） | 06月 | 湾岸警察署 刑事課盗犯係係長代理     |
|                    | 07月 | 湾岸警察署 刑事課盗犯係係長         |
| 2009年（平成21年） | 06月 | 海外短期研修出張（2週間：イギリス） |

## 人物
所属は青島俊作と同じ刑事課だが、青島が所属する強行犯係ではなく隣の盗犯係である。世代が近い上に、警察官としては青島の「先輩」（すみれは高卒採用で青島は社会人採用）にあたるため、その気安さからか青島のことを「青島くん」と同期か年下のように呼び（実際は青島の方が3学年上）、しばしば青島と同じ事件の捜査にあたっている。「刑事はヒーローじゃない。公務員」、「警察署はアパッチ砦じゃない。会社」と青島に語り、「サラリーマンとしての刑事」の現実を教えた存在の1人。
正義感溢れる女性刑事で、特に女性や子供など弱者が巻き込まれる事件には徹底的に立ち向かう。かつて（1994年、テレビシリーズの開始から約3年前）ストーカー犯の野口達夫に作中のアニメのキャラクターである「ピンクサファイア」に似ているという事でつきまとわれ、野口を逮捕する事はできたもののその際に腕に傷を負い当時していた婚約を解消してしまっていた。またこの事件で男に自分の後に立たれる事に恐怖を覚える事になる。このような経験から、女性に暴力を振るう男を異常に敵視する傾向がある。また、相手が上司だろうが決して媚びない意志の強さを持ち、本庁幹部だろうと建設省（当時）幹部だろうと間違った事は絶対に許さないという信念を持つ。以前本庁に在籍していた際にお茶汲みなどをやらされた事をずっと根に持っている様子。強行犯係の青島とは様々な事件を経て固い絆で結ばれている。色気より食い気という様に美味しいものに目がなく、又出世や昇進試験といった事も興味はない。スチュワーデスと偽って合コンに参加したり、「男運がない」「忙しくて美味しい物が食べにいけない」など色々愚痴はこぼすも、警察官という仕事に対してそれなりに生き甲斐を感じている。上司に対してもタメ口混じりの口調で会話することがあり、捜査一課長の島津に対しては完全に敬語で喋るも、室井に対しては「室井さん」と呼びつつ、東北大卒であることを知った際には「それコンプレ?」などと嫌味混じりに会話するなどかなり親近感を見せていた。反面、初期の新城や沖田とは完全に対立していた。
設定の上では「本人は東京出身だが、両親は現在は九州在住」。『秋の犯罪撲滅スペシャル』に於いて深津の出身地の方言である大分弁で父と電話で会話するシーンがあるが、実は演出スタッフがすみれの本籍地が東京である事をすっかり忘れていた明らかな演出ミスであり、のちに亀山千広プロデューサーが「両親は共に大分県出身で、東京で知り合い結婚。東京在住時にすみれを出産（従って本籍地は東京都）。家では大分弁を常時使っていたので彼女も大分弁を覚えてしまった。現在その両親は仕事の都合で大分に戻っている」という修正設定をファンの集いで語った。
「ストーカー犯の野口に負わされた大きな傷が右腕にあるため、夏でも半袖を着ない」という設定があるにもかかわらず『踊る大ソウル線』では半袖を着ており、傷跡も無かったが、これは正規の続編というより、2002 FIFAワールドカップ記念のドラマ形式の韓国情報番組であるため、重視されなかったと思われる。また『踊る大ソウル線』内ではおぼつかない包丁捌きを披露し料理の不得意さを露呈した。
『THE MOVIE2』では国見昇に狙われる幼女を身を挺して守ろうとした際に背後から左胸を銃撃され重傷を負うが、幸い命に別状はなかった。入院時、病院内で窃盗犯を捕まえ、5日後には元気に動き回り、1日5食摂り、売店の菓子パンを買い占めたらしい。また『THE MOVIE』との5年間の間に6つの都県にわたる大規模なスリグループを検挙し、警視総監賞を授与されている。
『THE MOVIE3』では青島が警部補となり強行犯係の係長に昇任した（直属とは言わないまでも自分は部下の立場となった）にもかかわらず、以前と変わらず「青島くん」と呼んでいる。自身の健康について悩む青島を気遣い、またそのために仕事に支障を来した青島を叱咤したりと関係は相変わらずであったが、終盤で強行犯係のメンバーに対して「青島くんの遺志を継ぎなさい」と強く語りかけつつも涙ながらに「死んじゃイヤ...」と悲壮に叫ぶなど、その心中には確かな何らかの想いがあるように描写されている。
『THE FINAL』では銃撃の後遺症による体力の限界を感じ、魚住を除いた青島ら同僚には告げずにひっそりと退職する道を選ぶ。しかし終盤で窮地に追いこまれた青島を助けるため、故郷の大分へ向かうために乗車していた夜行バスを使い現場に急行。バナナ倉庫にバスごと突入し、青島に被疑者を確保させる隙を作る。
『室井慎次 生き続ける者』では本編には登場していないが、室井の言及により「警察を辞め、20年近く経った今でもレインボーブリッジの事件の際に犯人に撃たれた銃弾の後遺症に本人も家族も苦しんでいる」と明かされている。

## すみれのコート
連続での放送時には色々なバリエーションのコートが用意されていたが、以降は刑事っぽいグレー、または白っぽいコートしか着なくなった。また初期に登場した赤いコートは深津絵里の私物である。すみれは他にもジャンパーやカーディガンを羽織る事も多い。

## 参考資料
人物設定などを収録した公式出版物
- 踊る大捜査線  湾岸署の危機〜真下編〜（キネマ旬報社キネ旬ムック 1998年10月31日）ISBN 4-87376-505-6
- 踊る大捜査線THE MOVIE シナリオガイドブック（キネマ旬報社キネ旬ムック 1999年4月17日）ISBN 4873765129
- 踊る大捜査線THE MOVIE 2レインボーブリッジを封鎖せよ!シナリオガイドブック（キネマ旬報社キネ旬ムック 2003年9月16日）ISBN 4873766028
- 踊る大捜査線研究ファイル（扶桑社文庫　フジテレビ出版、2003年5月30日） ISBN 4594039898
- 踊る大捜査線THE MOVIE 2レインボーブリッジを封鎖せよ!完全調書　お台場連続多発事件特別捜査本部報告書 （角川書店 2003年7月） ISBN 4-04-853645-1